# Галдар
Галдар (шп. Gáldar) град је у Шпанији у аутономној заједници Канарска Острва у покрајини Лас Палмас. Према процени из 2017. у граду је живело 24 296 становника.

## Становништво
Према процени, у граду је 2017. живело 24 296 становника.
| 1991.  | 1996.  | 2001.  | 2005.  | 2007.  | 2017.  |
| ------ | ------ | ------ | ------ | ------ | ------ |
| 20 656 | 21 704 | 22 154 | 23 201 | 23 776 | 24 296 |